# Haecceitas

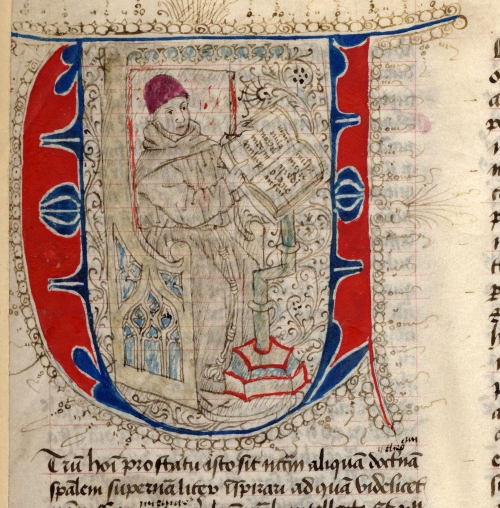
Miniatura de las Quaestiones de Escoto, con un retrato del autor,

Haecceitas (del latín haecceitas, el cual traduce "esencia") es un término de la filosofía escolástica medieval, acuñado por los seguidores de Juan Duns Scoto (1266-1308) para describir un concepto que denota las calidades discretas, propiedades o características de una cosa que lo hace una cosa particular. Haecceitas es la "estidad" de una persona u objeto, la diferencia individualizadora que existe entre el concepto de "un hombre" (no totalmente concreto) y el concepto "Sócrates" (una persona concreta). Haecceitas es una traducción literal del término equivalente en griego a ti esti (τὸ τί ἐστι) o "lo que (eso) es."

## Haecceitas y Quiditas
Haecceitas puede ser definido en algunos diccionarios tan sencillamente como la "esencia" de una cosa, o como un simple sinónimo para Quiditas ("ese algo") o hypokeimenon ("lo subyacente"). Aun así, tales definiciones privan al término de su sutil distintibilidad y utilidad. Mientras que haecceitas se refiere a aspectos de una cosa que hace a una cosa ser particular, quiditas se refiere a las calidades universales de una cosa, su "valía", o los aspectos de una cosa que pueda compartir con otras cosas y por qué lo puede formar parte de un género de cosas.
Duns Scoto hizo la siguiente distinción:

Puesto que hay entre los seres algo indivisible en partes subjetivas —(es decir, algo que es formalmente incompatible a que se divida en varias partes, cada una de los cuales es ese algo)— la cuestión no es qué es por qué tal división es formalmente incompatible con ello (porque es formalmente incompatible por incompatibilidad), sino más bien que esta incompatibilidad, por su cimiento próximo e intrínseco, está en ella. Por lo tanto, el sentido de las preguntas sobre este tema [De la individuación] es por ejemplo: ¿Qué en esta piedra, que por sus cimientos es absolutamente incompatible con la piedra divida en varias partes, cada una de las cuales es esta piedra, el tipo de división que es propio de un todo universal dividido en sus partes subjetivas?
Ordinatio
Juan Duns Scoto

Mientras términos como haecceitas, quiditas, noumenon e hypokeimenon evocan la esencia de una cosa, cada uno de ellos tiene sutiles diferencias y se refieren a aspectos diferentes de la esencia de la cosa.
Haecceitas permitió a Scoto encontrar un término medio en el debate sobre universales entre nominalismo y realismo.
Charles Sanders Peirce (1839-1914) utilizó el término como referencia no descriptiva de un individuo.